# خورخي أرواخو
خورخي أرواخو هو لاعب كرة قدم برتغالي، ولد في 29 يوليو 1988 في لشبونة في البرتغال. لعب مع أتلتيكو براغانتينو وريكرياتيفو ونادي أولهانينسي ونادي بريميرو دي أغوستو ونادي داسيا كيشيناو.

## وصلات خارجية
- خورخي أرواخو على موقع قاعدة بيانات كرة القدم.إي يو (الإنجليزية)
- خورخي أرواخو على موقع Soccerway.com (الإنجليزية)
- خورخي أرواخو على موقع AS.com (الإسبانية)